# 우리 바다

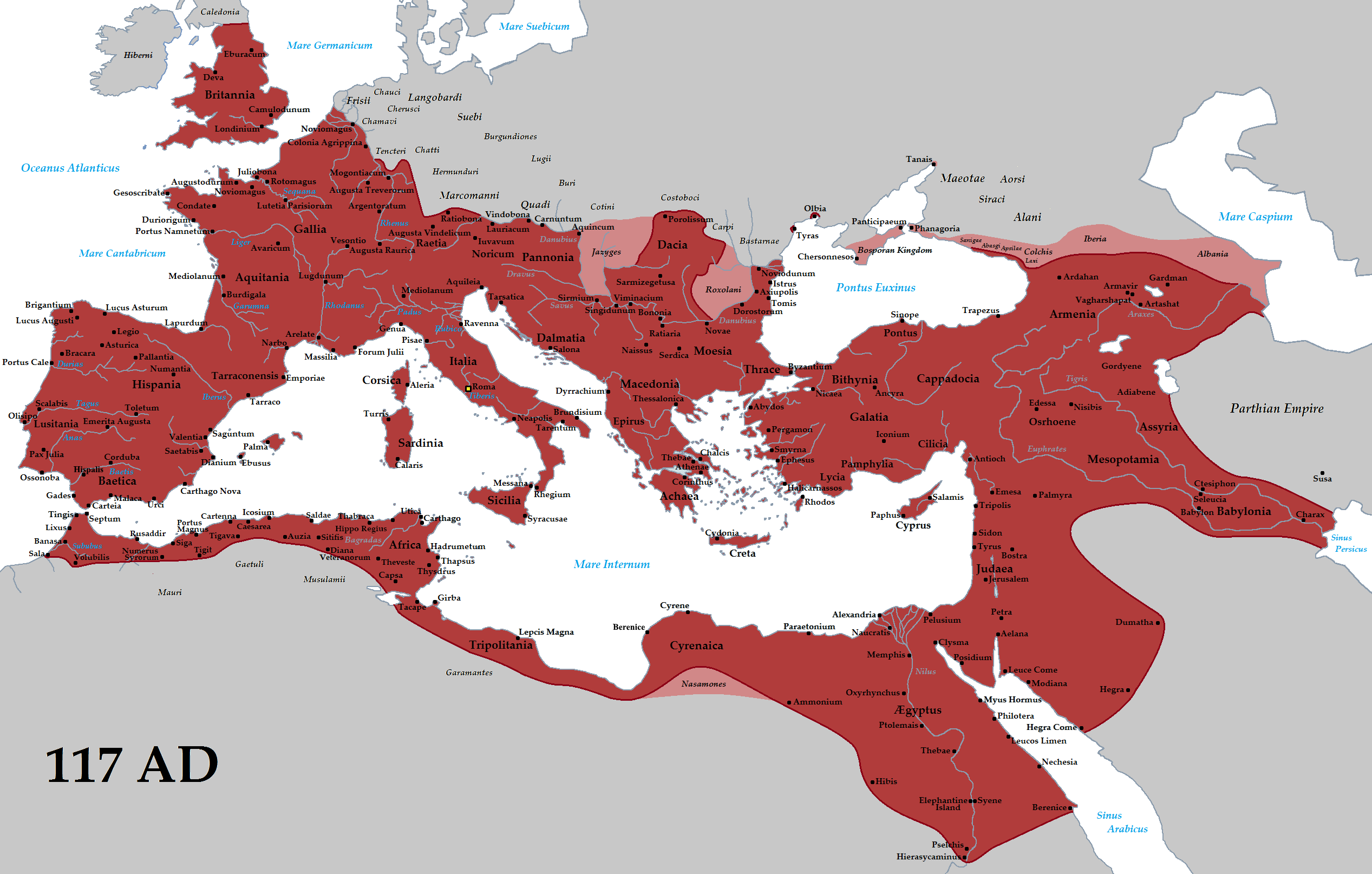
기원후 117년 로마 제국의 최대 영토. 이 지도에서는 지중해를 내해(Mare Internum)라고 칭하고 있다.

우리 바다(라틴어: Mare Nostrum 마레 노스트룸[*])는 고대 로마에서 지중해를 가리키는 명칭으로 사용되었다. 1861년 이탈리아 통일 이후 이탈리아 국민주의 및 파시즘에서 이탈리아가 로마 제국의 계승국이라고 주장할 때도 이 용어를 부활시키려는 운동이 나타나기도 하였다.

## 로마에서의 사용

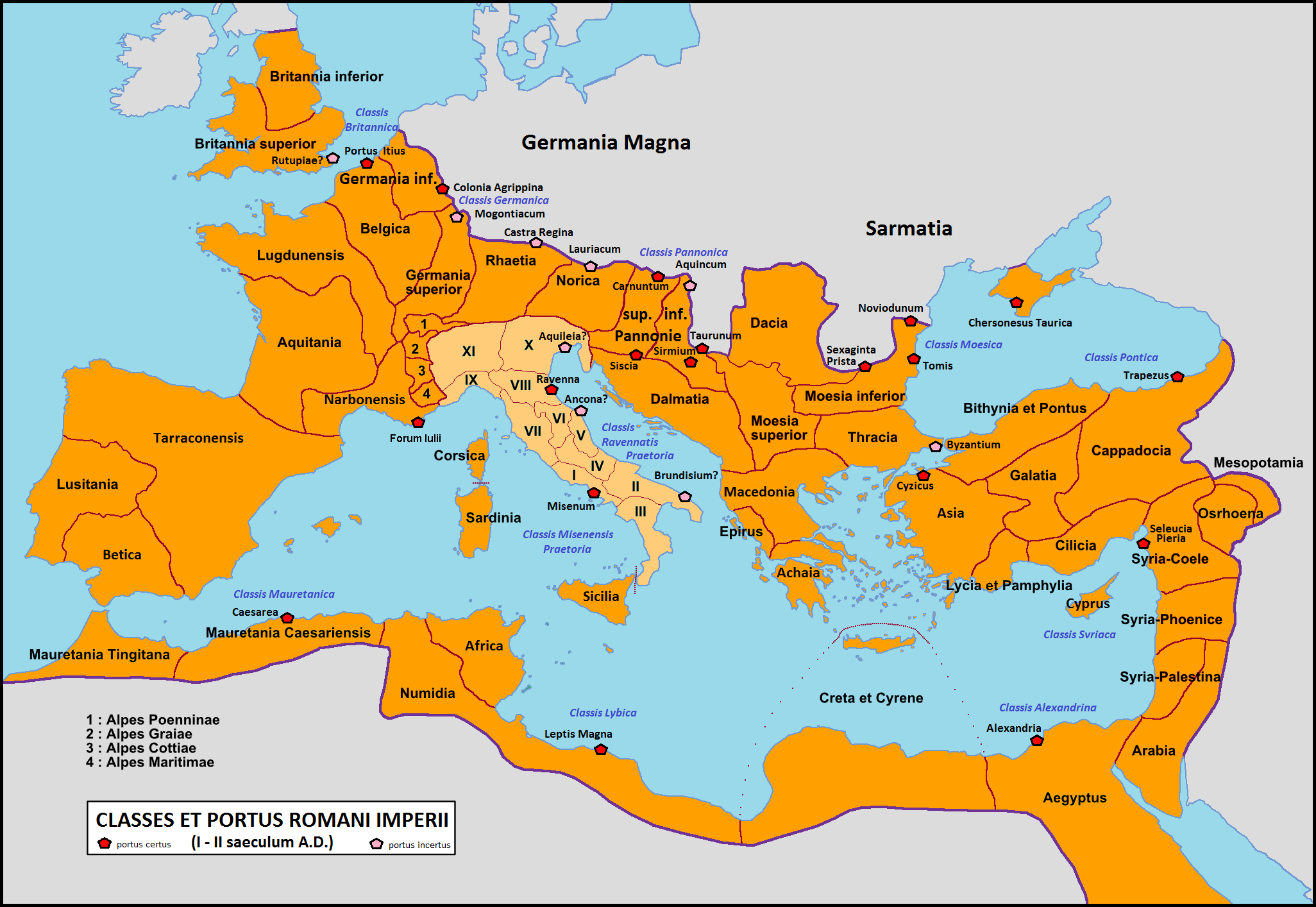
원수정 시기의 로마 해군 배치 및 주요 항구.

당초 "우리 바다"라는 이름은 고대 로마에서 카르타고와의 포에니 전쟁을 통해 시칠리아, 사르데냐, 코르시카를 점령한 후 티레니아해를 지칭하는 데 사용하였다. 기원전 30년 경 로마의 세력권이 이베리아반도부터 이집트까지 확대됨에 따라 "우리 바다"가 지중해 전체를 가리키는 이름으로 사용되기 시작하였다. 이 시기 내해(라틴어: Mare Internum 마레 인테르눔[*])라는 이름도 병행하여 사용되었으나, 지중해(라틴어: Mare Mediterraneum 마레 메디테라네움[*])라는 이름은 로마의 몰락 이후부터 등장하였다.

## 이탈리아 국민주의에서의 사용

1912년 이탈리아령 리비아.

1861년 리소르지멘토 이후 이탈리아를 로마 제국의 계승국이라고 주장한 이탈리아 국민주의자들은 "우리 바다"라는 용어를 다시 살리고자 하였다. 특히 1880년대 아프리카 분할 이후 이탈리아 식민 제국을 설립하자는 운동이 벌어지며 근대 최초로 "우리 바다"가 무엇을 뜻하는지에 대한 개념이 정립되었다.
심지어 이탈리아령 트리폴리타니아가 사막이라도, 심지어 이탈리아 농민 단 한 명이나 이탈리아 사업체 단 하나조차 지원하지 못하더라도, "우리 바다"에서 질식하는 것을 막기 위해 우리가 가져야 합니다.— 에밀리오 루피

## 파시즘에서의 사용

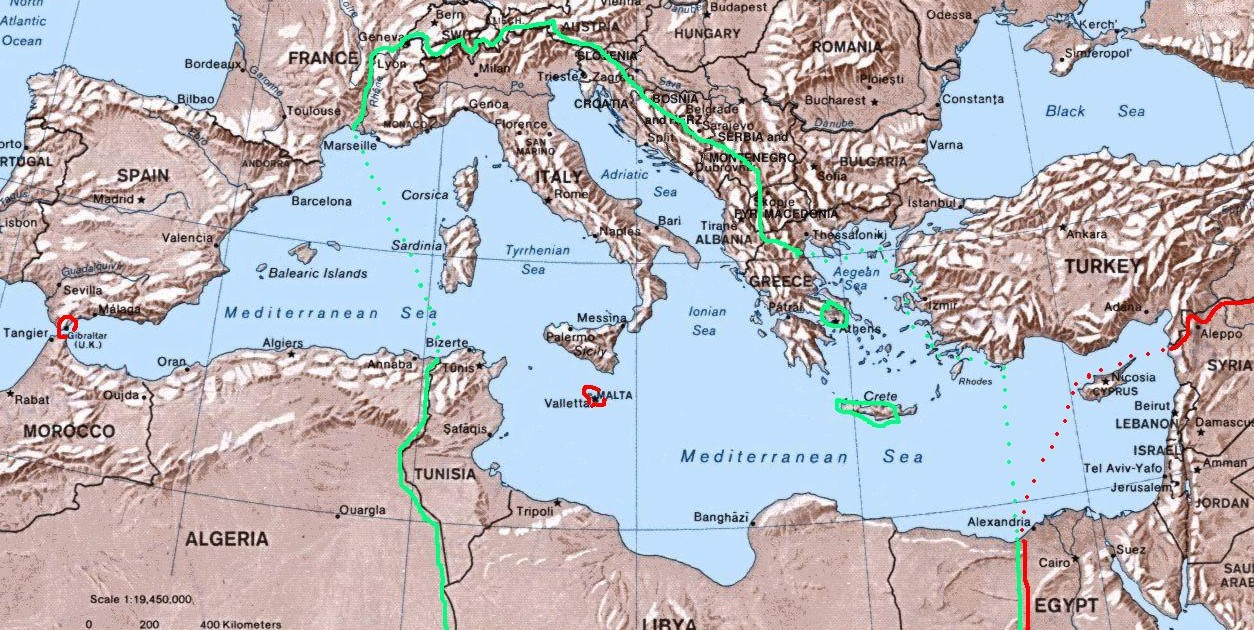
제2차 세계 대전 중인 1942년 여름의 "우리 바다". 초록색이 이탈리아 해군, 빨간색이 연합국이 통제한 영역이다.

"우리 바다"는 베니토 무솔리니가 아돌프 히틀러의 레벤스라움과 유사한 파시즘 선전을 하며 다시 등장하였다. 무솔리니는 '로마 제국의 영광'을 다시 실현하고자 하였으며 제1차 세계 대전 이후 지중해에서 가장 강력한 나라는 이탈리아라고 믿었다. 무솔리니는 "20세기는 이탈리아의 세기"라고 선언한 후 지중해의 제해권을 장악하기 위해 강력한 해군을 건설하였다.
제2차 세계 대전 발발 직후 이탈리아는 지중해 중앙의 남북 해안을 동시에 통제하는 강력한 해상 국가로 부상하였으며, 프랑스의 항복 후 지중해에 남은 이탈리아의 적은 몰타, 이집트, 지브롤터, 키프로스, 팔레스타인에 주둔하고 있던 영국 지중해 함대밖에 남지 않았었다. 이탈리아는 지중해에서의 추축국 세력을 넓히기 위해 그리스, 몰타, 알바니아, 유고슬라비아, 이집트를 침공하였으며, 이로 인해 튀르키예 등 중립국이 위협을 느끼기도 하였다. 하지만 지중해 전구에서의 저항과 지중해 해전 패배를 통해 이 이상은 결국 실현되지 못하였으며, 1943년 9월 이탈리아가 항복하며 끝을 맞았다.

## 현대의 사용

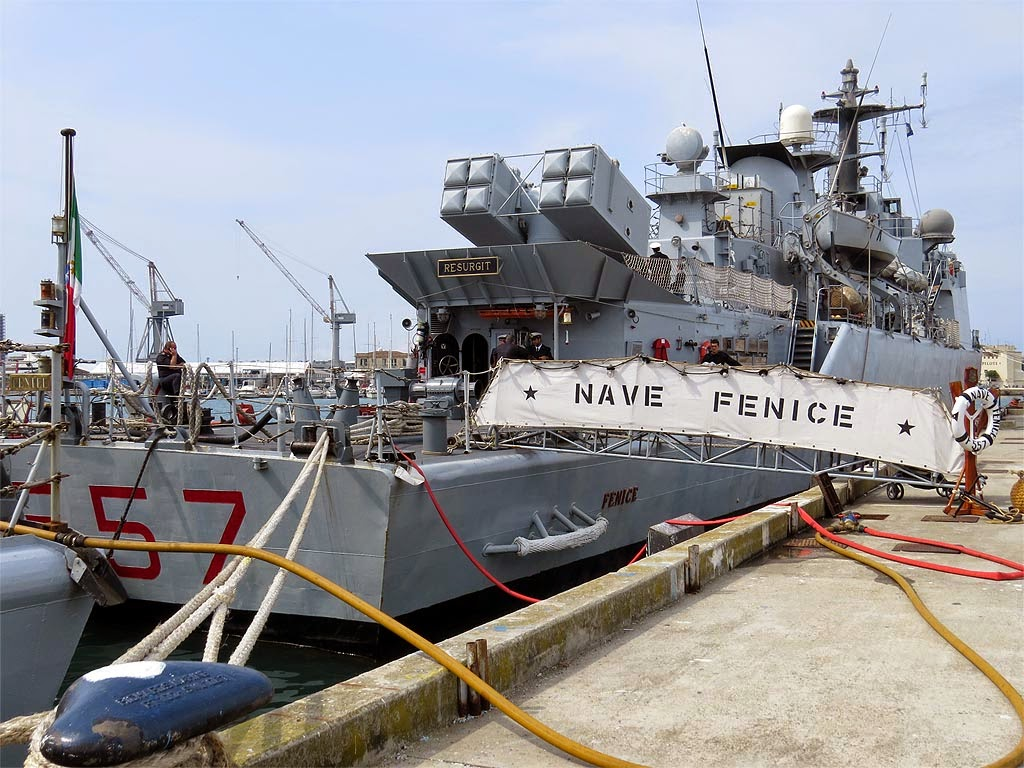
2013년 북아프리카에서 넘어오는 불법 이민자들의 선박을 구조하기 위해 마레 노스트룸 작전에 참여한 미네르바급 초계함 페니체.

스페인 소설가 빈센트 블라스코 이바네스의 저작 중에는 1918년 출판한 마레 노스트룸(스페인어: Mare Nostrum)이 있으며, 이 작품은 1948년 영화화되기도 하였다.
2012년 6월 사르데냐의 칼리아리 대학교 법학부에서 개최한 지중해 법령 및 문화 사회 컨퍼런스에서는 테마를 "우리 바다"로 정하였는데, 여기에서는 지중해 국가 간 교류와 협력을 중심으로 지중해 문화의 다양성을 촉진하기 위한 의도로 사용되었다.
2013년 람페두사섬 이민선 난파 사고 이후 이탈리아 정부는 지중해의 보안을 철저하 하기 위해 난민 구조와 난민 밀입국 주선자 체포를 목적으로 한 마레 노스트룸 작전을 발령하였다.

## 같이 보기
- 발트해